# Liste portugiesischer Inseln
Diese Liste portugiesischer Inseln listet alle Inseln Portugals auf, inklusive Azoren und Madeira.

## Azoren (Autonome Region)
- Corvo
- Faial
- Flores
- Graciosa
- Pico
- Santa Maria
- São Jorge
- São Miguel
- Terceira
- Formigas
- Ilhéus dos Mosteiros
- Ilhéu do Monchique

## Madeira (Autonome Region)
- Madeira
- Porto Santo
- Ilhéus do Porto Santo
  - Ilhéu da Cal
  - Ilhéu das Cenouras
  - Ilhéu de Cima
  - Ilhéu de Fora
  - Ilhéu do Ferro
  - Ilhéu da Fonte da Areia
- Ilhas Selvagens
  - Ilhéu Alto
  - Ilhéu Comprido
  - Ilhéu de Fora
  - Ilhéu Grande
  - Ilhéu Pequeno
  - Ilhéu Redondo
  - Ilhéu Sinho
  - Ilhéu do Sul
  - Ilhéu do Norte
  - Palheiro da Terra
  - Palheiro do Mar
  - Selvagem Grande
  - Selvagem Pequena
- Ilhas Desertas
  - Ilhéu Chão
  - Deserta Grande
  - Bugio
  - Prego do mar

## Alentejo
- Ilha do Pessegueiro

## Algarve
- Ilha da Armona
- Ilha da Barreta
- Ilha da Culatra
- Ilha de Faro
- Ilha de Tavira

## Estremadura
- Ilha do Baleal
- Ilha do Rato
- Ilhota das Pombas
- Berlengas (Berlenga Grande, Estelas, Farilhões, Cerro da Velha)
- verschiedene Flussinselchen im Tejo (genannt Mouchão, Mehrzahl Mouchões)

## Região Norte
- Ilha dos Amores (im Rio Minho)
- Ilha da Boega (im Rio Minho)
- Ínsua (im Rio Minho)
- Ilha do Ermal (im Rio Minho)

## Ribatejo
- Ilha Almourol